# 錫達溪 (特拉華州)
錫達溪（英語：Cedar Creek）是位於美國特拉華州蘇塞克斯縣的一個非建制地區。該地的面積和人口皆未知。

## 地理
錫達溪的座標為38°52′06″N 75°22′49″W / 38.86833°N 75.38028°W，而該地的平均海拔高度為12米（即39英尺）。